# No One's First, and You're Next
No One's First, and You're Next è un EP del gruppo musicale statunitense Modest Mouse, pubblicato nel 2009.

## Tracce
1. Satellite Skin – 3:58
2. Guilty Cocker Spaniels – 3:59
3. Autumn Beds – 3:42
4. The Whale Song – 6:07
5. Perpetual Motion Machine – 3:11
6. History Sticks to Your Feet – 3:55
7. King Rat – 5:30
8. I've Got It All (Most) – 3:10